# Чемпионат Египта по волейболу среди женщин
Чемпионат Египта по волейболу среди женщин — ежегодное соревнование женских волейбольных команд Египта. Проводится с 1962 года. Проходит по системе «осень—весна».
Чемпионат Египта среди женщин стал вторым подобным национальным соревнованием в Африке после первенства Туниса. В 1960-е годы титулы выигрывали две команды — «Аль-Ахли» (Каир) и «Гезира» (Эль-Гиза). В 1970-х годах большинство чемпионатов выиграл «Замалек» (Эль-Гиза). С 1984 года неизменно победителем соревнований (кроме 1995) становится «Аль-Ахли».

## Формула соревнований
Чемпионат в сезоне 2023/24 включал два этапа — предварительный и плей-офф. На предварительной стадии команды-участницы были разделены на две группы, в которых играли в два круга. По 4 лучшие команды из групп вышли в плей-офф и далее по системе с выбыванием определили финалистов, которые разыграли первенство. Серии матчей плей-офф проходили до двух побед одного из соперников.
В чемпионате 2023/24 участвовало 16 команд: «Аль-Ахли» (Каир), «Замалек» (Эль-Гиза), «Порт-Саид», «Александрия», «Эль-Шамс» (Каир), «Смуха» (Александрия), «Вади-Дегла» (Маади), «Аль-Зохур» (Каир), «Дельфи» (Александрия), «Эль-Мохавлун эль-Араб» (Насер), «Аль-Иттихад» (Александрия), «Аль-Таяран» (Каир), «Ашаб-Алджид» (Александрия), «Хелиополис» (Каир), «Ситтат-Октобер» (Город имени 6 октября), YMCA (Александрия). Чемпионский титул в 29-й раз подряд выиграла команда «Аль-Ахли», победившая в финальной серии «Замалек» 2-1 (3:0, 0:3, 3:0). 3-е место заняла «Александрия».

## Чемпионы (с 1979)
| - 1979 «Замалек» Эль-Гиза - 1980 «Замалек» Эль-Гиза - 1981 «Замалек» Эль-Гиза - 1982 - 1983 «Замалек» Эль-Гиза - 1984 «Аль-Ахли» Каир - 1985 «Аль-Ахли» Каир - 1986 «Аль-Ахли» Каир - 1987 «Аль-Ахли» Каир - 1988 «Аль-Ахли» Каир - 1989 «Аль-Ахли» Каир - 1990 «Аль-Ахли» Каир - 1991 «Аль-Ахли» Каир - 1992 «Аль-Ахли» Каир - 1993 «Аль-Ахли» Каир - 1994 «Аль-Ахли» Каир - 1995 - 1996 «Аль-Ахли» Каир - 1997 «Аль-Ахли» Каир - 1998 «Аль-Ахли» Каир - 1999 «Аль-Ахли» Каир - 2000 «Аль-Ахли» Каир - 2001 «Аль-Ахли» Каир | - 2002 «Аль-Ахли» Каир - 2003 «Аль-Ахли» Каир - 2004 «Аль-Ахли» Каир - 2005 «Аль-Ахли» Каир - 2006 «Аль-Ахли» Каир - 2007 «Аль-Ахли» Каир - 2008 «Аль-Ахли» Каир - 2009 «Аль-Ахли» Каир - 2010 «Аль-Ахли» Каир - 2011 «Аль-Ахли» Каир - 2012 «Аль-Ахли» Каир - 2013 «Аль-Ахли» Каир - 2014 «Аль-Ахли» Каир - 2015 «Аль-Ахли» Каир - 2016 «Аль-Ахли» Каир - 2017 «Аль-Ахли» Каир - 2018 «Аль-Ахли» Каир - 2019 «Аль-Ахли» Каир - 2020 «Аль-Ахли» Каир - 2021 «Аль-Ахли» Каир - 2022 «Аль-Ахли» Каир - 2023 «Аль-Ахли» Каир - 2024 «Аль-Ахли» Каир |